# سورة الانشقاق
سورة الإنشقاق هي سورة مكية، من المفصل من القرآن الكريم، عدد آياتها 25، وترتيبها في المصحف ٨٥، في الجزء الثلاثين، بدأت بأسلوب شرط ﴿إِذَا السَّمَاءُ انْشَقَّتْ ۝١﴾ [الانشقاق:1]، وبها سجدة تلاوة في الآية رقم ٢١، ونزلت بعد سورة الانفطار، وتدور حول انشقاق السماء يوم القيامة،، وتعد السورة الثالثة والثمانون في ترتيب النزول، والخامسة والثمانون في ترتيب المصحف، وفي مناسبة السورة لما قبلها، وتعد الإنشقاق إجمالاً لما سبقها في سورتي (الإنفطار والتكوير)، ومن أهم أغراضها، وصف أشراط الساعة، ودلائل على قدرة الخالق، وجزاء العمل، وحلول يوم البعث وأحداثه، واختلاف أحوال الخلق يومئذ بين أهل نعيم وأهل شقاء، وتميزت بفوائد نحوية، وفوائد بلاغية، كالإستعارة، والكناية، والمشترك اللفظي.

## التعريف بسورة الانشقاق وسبب التسمية
سُميت سورة (الانشقاق) في زمن الصحابة بـ: (سورة إذا السماء انشقت)، ففي صحيح مسلم، عن أبي سلمة: «أن أبا هريرة قرأ بهم ﴿إِذَا السَّمَاءُ انْشَقَّتْ ۝١﴾ [الانشقاق:1]، فسجد فيها، فلما انصرف أخبرهم أن رسول الله ﷺ سجد فيها»، فضمير (فيها) عائد إلى ﴿إِذَا السَّمَاءُ انْشَقَّتْ ۝١﴾ [الانشقاق:1]، بتأويل السورة، وبذلك عنونها البخاري والترمذي، وسماها المفسرون وكتاب المصاحف سورة الانشقاق، وقيل: سورة (انشقت)، وقيل: سورة (الشفق)، وهذه الأسماء بعضها توقيفي، وبعضها اجتهادي، وغالبها تدور حول انشقاق السماء يوم القيامة الذي افتتحت به السورة.

### وأما سبب التسمية
سميت بذلك لقوله تعالى: ﴿إِذَا السَّمَاءُ انْشَقَّتْ ۝١﴾ [الانشقاق:1]، أي تشققت وتصدعت مؤذنة بخراب العالم، ومنذرة بهول يوم القيامة، وقال الفيروزآبادي في كتاب بصائر ذوي التميز: "وتسمى سورة (انشقت) وسورة الانشقاق؛ لافتتاحها بها.

## عدد آيات السورة وكلماتها وحروفها
عدد آياتها: (خمس وعشرون آية) في المصحف المكي والكوفي، وفي المصحف الشامي والبصري (ثلاث وعشرون آية).
عدد كلماتها: (مائة وسبع كلمات).
عدد حروفها: (أربع مائة وأربع وثلاثون حرفاً).

## مكان نزول السورة وترتيبها في القرآن

### مكان نزول السورة
نزلت سورة الإنشقاق في مكة، فهي مكية باتفاق العلماء، وتتمثَّل فيه خصائص نظم السور المكية من قصر سورتها وآياتها، وقوة معانيها، وفخامة ألفاظها وجزالتها، لتناسب حال أهل مكة، وهم سادة الفصاحة والبيان بالإيجاز والاختصار دون إطناب.

### ترتيب السورة
كان نزولها بعد سورة الانفطار، وقبل سورة الروم، وفي ترتيبها في المصحف بعد سورة المطففين، وقيل هذه السور الثلاث (الانفطار والمطففين والانشقاق)، ظاهر، لأن في (انفطرت) تعريف الحفظة الكاتبين وفي (المطففين) مقر كتبهم، وفي هذه عرضها للقيامة.

## خصائص السورة وفضائلها

### خصائص سورة الانشقاق
1. أنها من السور المكية التي قررت أصول العقيدة، ومن ذلك إثبات وقوع اليوم الآخر.[2]
2. أنها من سور المفصَّل التي فُضِّل بها رسول الله ﷺ، على جميع الأنبياء  .[2]
3. أنها تحتوي على جملة من الآيات الكونية، ومنها: (الشفق)، الذي يتضمن عدة آيات، فهو متضمن لإدبار الليل، وهو آية، وإقبال النهار، وهو آية أخرى، وفي تعاقبهما، آية ثالثة.[3]
4. إنها ابتدأت الحديث في مطلعها بتناول فناء العالم، وظواهر الانقلاب الكوني الشامل.[14]
5. إن نظم السورة وترابط آياتها، يسوغان القول بوحدة نزولها.[15]

### فضائل سورة الانشقاق
وردت في السنة أحاديث عديدة تُبيّن فضل سورة الانشقاق، وتدفع المسلم للتأمل في معانيها، ومن أهم فضائلها:
1. أنها ضمن ثلاث سور حث الرسول ﷺ على تدبرها والتفكر في معانيها، لما اشتملت عليه من براعة في تصوير معانيها باصطفاء ما يلائمها من أصوات ومفردات وتراكيب تدل عليه أوفى دلالة، فقال ﷺ: «"من سرَّه أن ينظر إلى يوم القيامة كأنه رأي عين، فاليقرأ:  ﴿إِذَا الشَّمْسُ كُوِّرَتْ ۝١﴾ [التكوير:1]،و  ﴿إِذَا السَّمَاءُ انْفَطَرَتْ ۝١﴾ [الانفطار:1]، و  ﴿إِذَا السَّمَاءُ انْشَقَّتْ ۝١﴾ [الانشقاق:1]».[16][17]
2. ما روي عن أُبيٍّ، قال: قال رسول الله ﷺ: «من قرأ سورة:  ﴿إِذَا السَّمَاءُ انْشَقَّتْ ۝١﴾ [الانشقاق:1]، أعاذه الله  أن يعطيه كتابه وراء ظهره».[18][19][20]
3. عن أبي هريرة أنه قرأ بهم: ﴿إِذَا السَّمَاءُ انْشَقَّتْ ۝١﴾ [الانشقاق:1]، فسجد فيها، فلما انصرف أخبرهم أن رسول اللَّه ﷺ سجد فيها،[21] وأخرج البخاري ومسلّم وأبو داود والنسائي والترمذي وابن ماجه عن أبي رافع قال: صليت مع أبي هريرة العتمة (العشاء) فقرأ: إِذَا السَّماءُ انْشَقَّتْ فسجد، فقلت له، فقال: سجدت خلف أبي القاسم ﷺ، فلا أزال أسجد بها، حتى ألقاه.[9]

## مناسبة السورة لموضوعها ولما قبلها وبعدها

### مناسبة السورة لموضوعها
ووجه المناسبة ظاهر بين اسم السورة ومحورها، فمحور الحديث فيها عن الساعة، وما يتصل بها من الأهوال التي تتقدم وتُمهِّد ليوم القيامة، والانشقاق الحاصل للسماء يوم القيامة أول تلك المقدمات، كما أن في السورة انشقاقاً آخر يتمثل في انقسام الناس عند العرض إلى قسمين: مؤمنين ينعَّمون، وكفَّار يعذَّبون.

### مناسبة السورة لما قبلها
- لما ختمت سورة المطففين بأن الأولياء في نعيم، وأن الأعداء في جحيم ثواباً وعقاباً، ابتدأ هذه بالإقسام على ذلك فقال: ﴿إِذَا السَّمَاءُ انْشَقَّتْ ۝١﴾ [الانشقاق:1]، أي على ما لها من الإحكام والعظمة والحكمة الذي لا يقدر على مثلها غيره جلت قدرته.[22]
- ولما تقدم في الانفطار التعريف بالحفظة وإحصائهم على العباد في كتبهم، وعاد الكلام إلى ذكر ما يكتب على البر والفاجر واستقرار ذلك في قوله تعالى: ﴿كَلَّا إِنَّ كِتَابَ الْفُجَّارِ لَفِي سِجِّينٍ ۝٧﴾ [المطففين:7]، وقوله: ﴿إِنَّ كِتَابَ الْأَبْرَارِ لَفِي عِلِّيِّينَ﴾ [المطففين:18]، أتبع ذلك بذكر التعريف بأخذ هذه الكتب في القيامة عند العرض، وأن أخذها بالأيمان عنوان السعادة، وأخذها وراء الظهر عنوان الشقاء، إذ قد تقدم في السورتين قبل ذكر الكتب واستقرارها بحسب اختلاف مضمناتها، فمنها في عليين ومنها في سجين إلى يوم العرض، فيؤتى كل كتابه فآخذ بيمينه، وهو عنوان سعادته، وآخذ وراء ظهره وهو عنوان هلاكه، فتحصل الِإخبار بهذه الكتب ابتداء واستقراراً وتفريقاً يوم العرض، وافتتحت السورة بذكر انشقاق السماء، ومد الأرض وإلقائها ما فيها وتخليها، تعريفاً بهذا اليوم العظيم بما يتذكر به من سبقت سعادته والمناسبة بينة.[23]
- إن السور الأربعة: الانشقاق وما قبلها، وهي سور المطففين والانفطار والتكوير كلها في صفة حال يوم القيامة، ذكرت على ترتيب ما يقع فيه، فغالب ما وقع في التكوير، وجميع ما وقع في الانفطار يقع في صدر يوم القيامة، وأغلب ما ذكر في المطففين في أحوال الأشقياء الفجار والمتقين الأبرار في الآخرة، وعنيت سورة الانشقاق بالجمع بين ما يحدث من مقدمات ومشاهد الآخرة الرهيبة وبين ما يعقب ذلك من الحساب اليسير لأهل اليمين والحساب العسير لأهل الشمال، وفي السورة المتقدمة ذكر مقر كتب الحفظة، وفي هذه ذكر كيفية عرضها يوم القيامة.[9]

### مناسبة السورة لما بعدها
لما ختم تلك بثواب المؤمن وعقاب الكافر والاستهزاء به بعد أن ذكر أنه سبحانه أعلم بما يضمر الأعداء من المكر وما يرومون من الأنكاد للأولياء وتوعدهم بما لا يطيقون، وكانوا قد عذبوا المؤمنين بأنواع العذاب واجتهدوا في فتنة من قدروا عليه منهم، وبالغوا في التضييق عليهم حتى ألجؤوهم إلى شعب أبي طالب وغيره من البروج في البلاد، ومفارقة الأهل والأولاد، ابتدأ هذه بما أوقع بأهل الجبروت ممن تقدمهم على وجه معلم أن ذلك الإيقاع منه سبحانه قطعاً، ومعلم أن الماضين تجاوزوا ما فعل هؤلاء إلى القذف في النار، وأن أهل الإيمان ثبتوا، وذلك لتسلية المؤمنين وتثبيتهم، وتوعيد الكافرين وتوهيتهم وتفتيتهم.

## مقاصد سورة الانشقاق
1. الدلالة على آخر المطففين، من أن الأولياء ينعمون، والأعداء يعذبون، لأنهم كانوا لا يقرون بالبعث والعرض على الملك الذي أوجدهم ورباهم، كما يعرض الملوك عبيدهم، ويحكمون بينهم، فينقسمون إلى أهل ثواب، وأهل عقاب، واسمها "الانشقاق" دال على ذلك.[24]
2. بيان حال الأرض والسماء في طاعة الخالق  وحتمية إخراج الأموات للبعث.[10]
3. تقرير عقيدة البعث والجزاء ببيان مقدماته في انقلاب الكون.[25]
4. ومن مقاصد السورة أنها بينت أن عمل الإنسان في الدنيا مسجل عليه في كتاب سيلقاه يوم القيامة، فمن أخذ هذا الكتاب بيمينه فسوف يحاسب حسابا يسيرا، ومن أخذ كتابه وراء ظهره فسوف يتمنى هلاك نفسه لما يلقاه من عذاب شديد، لأنه كان في الدنيا لاهياً عن العمل للآخرة، ظانا أنه لن يرجع إلى ربه فيحاسبه، وتهديد الكفار بأن الله عليم بما يضمرون، وقد أعد لهم العذاب الأليم، كما أعد للمؤمنين الطائعين الأجر الدائم الذي لا ينقطع ﴿وَاللَّهُ أَعْلَمُ بِمَا يُوعُونَ ۝٢٣﴾ [الانشقاق:23] إلى قوله تعالى: ﴿لَهُمْ أَجْرٌ غَيْرُ مَمْنُونٍ﴾ [الانشقاق:25].[26]
5. بيان مشروعية السجود عند تلاوة الآية الكريمة: ﴿وَإِذَا قُرِئَ عَلَيْهِمُ الْقُرْآنُ لَا يَسْجُدُونَ ۝٢١﴾ [الانشقاق:21].[25]

## المحتوى العام للسورة
اشتملت سورة الانشقاق على أربعة مقاطع:
1. المقطع الأول: وفيه مطلع السورة، ذلك المطلع الخاشع الجليل، الذي يفيد نهاية الكون واستجابة السماء والأرض لأمر الله في خشوع وطواعية (وذلك في الآيات 1- 5).
2. المقطع الثاني: يبيّن أن الإنسان محاسب على عمله، وسيجازى عليه، فالمؤمن يأخذ كتابه باليمين، ويلقى السرور وحسن الجزاء، والكافر يأخذ كتابه من وراء ظهره، ويلقى الهلاك والسعير (وذلك في الآيات 6- 15).
3. المقطع الثالث يعرض مشاهد الكون، في صورة تأخذ بالألباب (وذلك في الآيات 16- 19).
4. المقطع الرابع يتعجّب من حال هؤلاء الذين يعرضون عن الإيمان، ويهدّدهم بالجزاء العادل (وذلك في الآيات 20- 25)، وهذه اللمسات المتعدّدة تطوف بالقلب البشريّ، وتنتقل بالنفس خلال مشاهد الآخرة والدنيا، والحساب والجزاء، في آيات قصيرة وحيّز محدود، ممّا لا يمكن لبشر أن يفعله ولكنّه القرآن الذي يسّره الله للذّكر، وأنزله لهداية العالمين.[9]

وخُتِمَت السورة بتوبيخ المشركين والكفار والملاحدة والوجوديين وأمثالهم على عدم إيمانهم باللَّه ، وإنذارهم بالعذاب الأليم، والتنبيه على نجاة المؤمنين الذين جمعوا بين الإيمان والعمل الصالح، ومنحهم الثواب الدائم المستمر الذي لا ينقطع ولا ينقص.

## من فقه السورة (بعض الفوائد الفقهية)
سجود التلاوة: سُئِل الإمام الشافعي عن السجود في ﴿إِذَا السَّمَاءُ انْشَقَّتْ ۝١﴾ [الانشقاق:1]، فقال فيها سجدة، فقيل له: وما الحجة أن فيها سجدة، فقال: أخبرنا مالك عن عبد الله بن يزيد مولى الأسود بن سفيان عن أبي سلمة بن عبد الرحمن «أن أبا هريرة  قرأ لهم ﴿إِذَا السَّمَاءُ انْشَقَّتْ ۝١﴾ [الانشقاق:1]، فسجد فيها، فلما انصرف أخبرهم أن رسول الله ﷺ سجد فيها»...، ثم قال: وأخبرنا بعض أصحابنا عن مالك أن عمر بن عبد العزيز أمر محمد بن مسلم أن يأمر القرَّاء أن يسجدوا في ﴿إِذَا السَّمَاءُ انْشَقَّتْ ۝١﴾ [الانشقاق:1]، وعن عبد الرحمن بن عوف قال رأيت رسول الله ﷺ سجد في ﴿إِذَا السَّمَاءُ انْشَقَّتْ ۝١﴾ [الانشقاق:1] عشر مرات، وقال ابو حنيفة يجب السجدة على التالي والسامع سواء قصد سماع القران، أو لم يقصد لإطلاق الموجب أعني الذم على ترك السجود في هذه الآية، وعند الجمهور لا يتاكد السجود.
تكرار قوله تعالى: ﴿وَأَذِنَتْ لِرَبِّهَا وَحُقَّتْ ۝٢﴾ [الانشقاق:2]: "وللسائل أن يسأل عن تكرير قوله: ﴿وَأَذِنَتْ لِرَبِّهَا وَحُقَّتْ ۝٢﴾ [الانشقاق:2]؟، والجواب أن يقال إن الأول للسماء، والثاني للأرض، أمرت بالانصداع فسمعت وانقادت لأمر الله ، وانصدعت، وحق لها أن تسمع وتطيع".

## اللغة والبلاغة في سورة الانشقاق

### اللغة في سورة الانشقاق
﴿إِذَا السَّمَاءُ انْشَقَّتْ ۝١﴾ [الانشقاق:1]: اختلف أهل العربية في موقع جواب قوله: ﴿إِذَا السَّمَاءُ انْشَقَّتْ ۝١﴾ [الانشقاق:1]، وقوله: ﴿وَإِذَا الْأَرْضُ مُدَّتْ ۝٣﴾ [الانشقاق:3]، فقال بعض نحويي البصرة: ﴿إِذَا السَّمَاءُ انْشَقَّتْ ۝١﴾ [الانشقاق:1] على معنى قوله: ﴿يَا أَيُّهَا الْإِنْسَانُ إِنَّكَ كَادِحٌ إِلَى رَبِّكَ كَدْحًا فَمُلَاقِيهِ ۝٦﴾ [الانشقاق:6] إذا السماء انشقت، على التقديم والتأخير، وقال بعض نحويي الكوفة: عن بعض المفسرين: جواب (إذا السماء انشقت) قوله: (وأذنت) قال: ونرى أنه رأي ارتآه المفسر، وشبهه بقول الله تعالى: ﴿حَتَّى إِذَا جَاءُوهَا وَفُتِحَتْ أَبْوَابُهَا﴾ [الزمر:73] لأنا لم نسمع جوابا بالواو في إذا مبتدأة، ولا كلام قبلها، ولا في إذا، إذا ابتدئت، قال: وإنما تجيب العرب بالواو في قوله: حتى إذا كان، وفلما أن كان، لم يجاوزوا ذلك؛ قال: والجواب في (إذا السماء انشقت) وفي ﴿وَإِذَا الْأَرْضُ مُدَّتْ ۝٣﴾ [الانشقاق:3] كالمتروك؛ لأن المعنى معروف قد تردد في القرآن معناه، فعرف وإن شئت كان جوابه: يأيها الإنسان، كقول القائل: إذا كان كذا وكذا، فيأيها الناس ترون ما عملتم من خير أو شر، تجعل (يأيها الإنسان) هو الجواب، وتضمر فيه الفاء، وقد فسر جواب (إذا السماء انشقت) فيما يلقى الإنسان من ثواب وعقاب، فكأن المعنى: ترى الثواب والعقاب إذا السماء انشقت، والصواب من القول في ذلك عندنا: أن جوابه محذوف ترك استغناء بمعرفة المخاطبين به بمعناه، ومعنى الكلام: (إذا السماء انشقت) رأى الإنسان ما قدم من خير أو شر، وقد بين ذلك قوله: ﴿يَا أَيُّهَا الْإِنْسَانُ إِنَّكَ كَادِحٌ إِلَى رَبِّكَ كَدْحًا فَمُلَاقِيهِ ۝٦﴾ [الانشقاق:6] والآيات بعدها.
﴿وَأَذِنَتْ لِرَبِّهَا وَحُقَّتْ ۝٥﴾ [الانشقاق:5]: (وَأَذِنَتْ) استمعت أمره، يقال: (أذنت لك)، أي استمعت كلامك، وفي الحديث: «ما أذن الله لشيء إذنه لنبي يتغنى بالقرآن»، وقال ابن جزي: "معنى (أذنت) في اللغة: استمعت، وهو عبارة عن طاعتها لربها، وأنها انقادت لله  حين أراد انشقاقها، وكذلك طاعة الأرض لما أراد مدها وإلقاء ما فيها وحقت أي حق لها أن تسمع وتطيع لربها، أو حق لها أن تنشق من أهوال القيامة، وهذه الكلمة من قولهم: هو حقيق بكذا، أو محقوق به، أي: عليه أن يفعله فالمعنى: يحق على السماء أن تسمع وتطيع لربها، أو يحق عليها أن تتشقق، ويحتمل أن يكون أصله حققت بفتح الحاء وضم القاف على معنى التعجب، ثم أدغمت القاف في القاف التي بعدها ونقلت حركتها إلى الحاء، وإذا الأرض مدت، أي زال ما عليها من الجبال، حتى صارت مستوية".
{كادِحٌ}: جاهد في عملك والكدح جهد النفس في العمل والكد فيه، حتى يؤثر فيها من كدح جلده إذا خدشه، والكدح العمل والسعي والكد والكسب، وهو الخدش أيضاً، وباب الكل قطع، وقوله تعالى: ﴿إِنَّكَ كَادِحٌ إِلَى رَبِّكَ﴾ [الانشقاق:6]، أي ساع وبوجهه كدوح، أي خدوش، وهو يكدح لعياله ويكتدح أي يكتسب.
ومن طريف أمر الكاف والدال إذا وقعا فاء وعينا للكلمة دلّت على الجهد والدأب والتأثير، يقال فلان كدود: يكدّ نفسه في العمل ويتعبها، ومن المجاز كدّ لسانه بالكلام وقلبه بالفكر وكدّت الدواب الأرض بالحوافر وهي الكديد وكردت رأسي وجلدي بالأظفار إذا حككته حكا بإلحاح، وبئر كدود لا ينال ماؤها إلا بجهد وناقة كدود ورجل كدود: لا ينال درّها وخيره إلا بعد عسر، وكان ابن هبيرة يقول: كدوني فإني مكد أي سلوني فإني أعطي على السؤال، وكدر الماء عن ابن الأعرابي فيه اللغات الثلاث وماء أكدر وكدر بين.
{ثُبُوراً} و {يَحُورَ}: (ثبوراً): الثبور الهلاك وفي المصباح: «وثبر الله الكافر ثبورا من باب قعد أهلكه وثبر هو ثبورا هلك يتعدى ولا يتعدى»، و{يَحُورَ}: يرجع، قال الراغب: الحور التردد في الأمر ومنه نعوذ بالله من الحور بعد الكور أي من التردد في الأمر بعد المضي فيه ومحاورة الكلام مراجعته، والحور العود الذي تجري فيه البكرة لترددها عليه، وفي المختار: «حار رجع وبابه قال ودخل» فالمصدر بوزن قول ودخول يقال حورا وحئورا ومحارا ومحارة، هذا وتأتي حار بمعنى صار فترفع الاسم وتنصب الخبر.
{الشفق}: في الأصل الرقة، ومنه ثوب شفق إذا كان رقيقا، ومنه الشفقة وهو رقة القلب، وإذا كان هذا أصله فهو بالبياض أولى منه بالحمرة; لأن أجزاء الضياء رقيقة في هذه الحال وفي وقت الحمرة أكثف.

### البلاغة في سورة الانشقاق
1. الطباق والمقابلة: الطباق بين لفظ {السمآء} و {الأرض}، والمقابلة بين ﴿فَأَمَّا مَنْ أُوتِيَ كِتَابَهُ بِيَمِينِهِ ۝٧﴾ [الانشقاق:7]، وبين ﴿وَأَمَّا مَنْ أُوتِيَ كِتَابَهُ وَرَاءَ ظَهْرِهِ ۝١٠﴾ [الانشقاق:10].[37]
2. مجاز مرسل: (الأُذن) بضم الهمزة آلة السمع في الإنسان يقال: (أذن له)، كما يقال: (استمع له)، أي أصغى إليه أذنه، وهو هنا مجاز مرسل في التأثر لأمر الله التكويني بأن تنشق، وليس هو باستعارة تبعية، ولا تمثيلية.[6]
3. الكناية: ﴿لَتَرْكَبُنَّ طَبَقًا عَنْ طَبَقٍ ۝١٩﴾ [الانشقاق:19]، وهذا اللفظ (طبقا عن طبق)، كناية عن أن يمر الإنسان بالكثير من الأطوار، فمن النطفة إلى الجنين، ومنه إلى الطفولة، وإلى الشباب، ثم الكهولة، والحزن والفرح، وهكذا تتصرف الدنيا بأهلها حالاً بعد حال، حتى يقفوا جميعاً بين يدي الله للحساب والجزاء.[7]
4. الأسلوب التهكمي: وهذا في قوله تعالى: ﴿فَبَشِّرْهُمْ بِعَذَابٍ أَلِيمٍ ۝٢٤﴾ [الانشقاق:24]، استعمال البشارة في موضع الإنذار تهكم وسخرية بالكفار.[9]
5. المحسنات البديعية: توافق الفواصل مراعاة لرءوس الآيات مثل:﴿إِذَا السَّمَاءُ انْشَقَّتْ ۝١ وَأَذِنَتْ لِرَبِّهَا وَحُقَّتْ ۝٢﴾ [الانشقاق:1–2] ومثل: ﴿فَلَا أُقْسِمُ بِالشَّفَقِ ۝١٦ وَاللَّيْلِ وَمَا وَسَقَ ۝١٧ وَالْقَمَرِ إِذَا اتَّسَقَ ۝١٨ لَتَرْكَبُنَّ طَبَقًا عَنْ طَبَقٍ ۝١٩﴾ [الانشقاق:16–19]، ويسمى وهو من المحسنات البديعية.[37]

## القراءات لبعض كلمات السورة
{وَيَصْلى}: قرأ نافع والمكي وابن عامر والكسائي بضم الياء وفتح الصاد وتشديد اللام وغيرهم بفتح الياء وإسكان الصاد وتخفيف اللام ولورش فيه تغليظ اللام مع الفتح وترقيقها مع التقليل.
{ولَتَرْكَبُنَّ}: قرأ المكي والأخوان بفتح الباء على الخطاب الواحد إما للإنسان المتقدم أو للرسول ﷺ والباقون بالضم على الخطاب الجميع روعي فيه معنى الإنسان إذ المراد به الجنس.
{قرئ}: إبدال الهمزة ياء مفتوحة لأبى جعفر وصلا ويقف بإسكانها، ووقف حمزة وهشام بخلفه بالإبدال ياء ساكنة، عليهم القرآن: لا يخفى، أعلم بما: الإدغام.

## المؤلفات في سورة الانشقاق
1. من أسرار النظم القرآني في سورة الانشقاق، المؤلف: الدكتور عيسى بن صلاح الرجبي، وهو عبارة عن بحث تم نشره في: مجلة الجامعة الإسلامية، العدد: (172).
2. القسم بالإشارات الكونية في سورة الانشقاق وعلاقته بمقصد السورة، د. راجي محيسن محمد الهلالات، وهو بحث تم نشره في حولية (كلية الدراسات الإسلامية والعربية للبنات بالإسكندرية)، المجلد الثالث من العدد الخامس والثلاثين.
3. حسن البيان في تفسير آي القرآن (سورة الانشقاق)، المؤلف: أبو الحسن محمد بن حسن بن عباس، من نشر المؤلف، بدون تاريخ وبدون طبعة.
4. تأملات أسلوبية في سورة الانشقاق، للدكتورة: مي محسن الحلفي، وهو بحث تم نشره في: حولية كلية اللغة العربية – بنين – بجرجا، جامعة الأزهر، الجزء الرابع، العدد (15)، سنة 1432هـ – 2011م.
5. سورة الانشقاق –دراسة أسلوبية-، د. محمود حيدري، عاطفة سليمي، بحث تكميلي للحصول على الماجستير من جامعة شيراز.
6. تفسير سور (ق – القيامة- النبـأ- الانشقاق- الطارق)، المؤلف: نجم الدين سليمان بن عبد القوي الطوفي الحنبلي، المتوفى سنة (716هـ)، وقد قام بتحقيق الكتاب: د. علي حسين البواب، وتم نشر الكتاب ضمن منشورات وإصدارات مكتبة التوبة بالرياض، سنة 1412هـ.

## وصلات خارجية
- سورة الانشقاق بقراءة مشاري بن راشد العفاسي
- سورة الانشقاق: تجويد-تفسير - موقع Altafsir.com